# Норрис-Пойнт
Норрис-Пойнт (англ. Norris Point) — небольшой город (town) на острове Ньюфаундленд (провинция Ньюфаундленд и Лабрадор, Канада).

## География
Норрис-Пойнт находится в западной части острова Ньюфаундленд, у южного основания Большого Северного полуострова, на северном берегу залива Бонн. Площадь города составляет 4,91 км².
Норрис-Пойнт окружён национальным парком Грос-Морн, включающим в себя северную часть гор Лонг-Рейндж. Недалеко от Норрис-Пойнта находится гора Грос-Морн, по имени которой был назван парк.

## История
Полагают, что название Норрис-Пойнт произошло от фамилии охотника Недди Норриса (Neddy Norris), который жил там вместе с семьёй в 1789—1790 годах (или в начале 1790-х), по его же имени была названа гавань Недди-Харбор (Neddy Harbor). Время от времени это место посещали французские рыбаки.
Первыми постоянными жителями Норрис-Пойнта стали англичане Уильям и Шарлотта Хамберы (William and Charlotte Humber), прибывшие туда в 1833 году из Дорсета, но в течение последующих 25 лет новых поселенцев не было. Лишь в 1858 году к Хамберам присоединились другие семьи — уроженцы Англии, Ирландии и Шотландии.
После этого население Норрис-Пойнта стало быстро расти: в 1884 году там было 93 человека, в 1891-м — 315 (включая 71 из соседнего поселения Недди-Харбор), а в 1935-м — 525 (включая поселения Уайлд-Ков и Недди-Харбор). К тому времени в Норрис-Пойнте работали небольшие предприятия по переработке омаров и лосося. В 1939 году в Норрис-Пойнте открылась больница Bonne Bay Cottage Hospital.
В 1960 году Норрис-Пойнт получил статус небольшого города (town). В 1973 году был основан национальный парк Грос-Морн, который способствовал развитию туризма. В 2002 году в Норрис-Пойнте была открыта Морская станция залива Бонн (Bonne Bay Marine Station), принадлежащая Мемориальному университету Ньюфаундленда. В частности, эта станция включает в себя научные и учебные лаборатории, библиотеку и аквариум, который доступен для посещения.

## Население
Согласно переписи населения 2016 года, население Норрис-Пойнта составляло 670 человек, 48,5 % мужчин и 51,5 % женщин. Средний возраст жителей Норрис-Пойнта составлял 50,1 лет.
| 1986 | 1991 | 1996 | 2001 | 2006 | 2011 | 2016 |
| ---- | ---- | ---- | ---- | ---- | ---- | ---- |
| 1010 | 927  | 850  | 786  | 699  | 685  | 670  |

## Фотогалерея

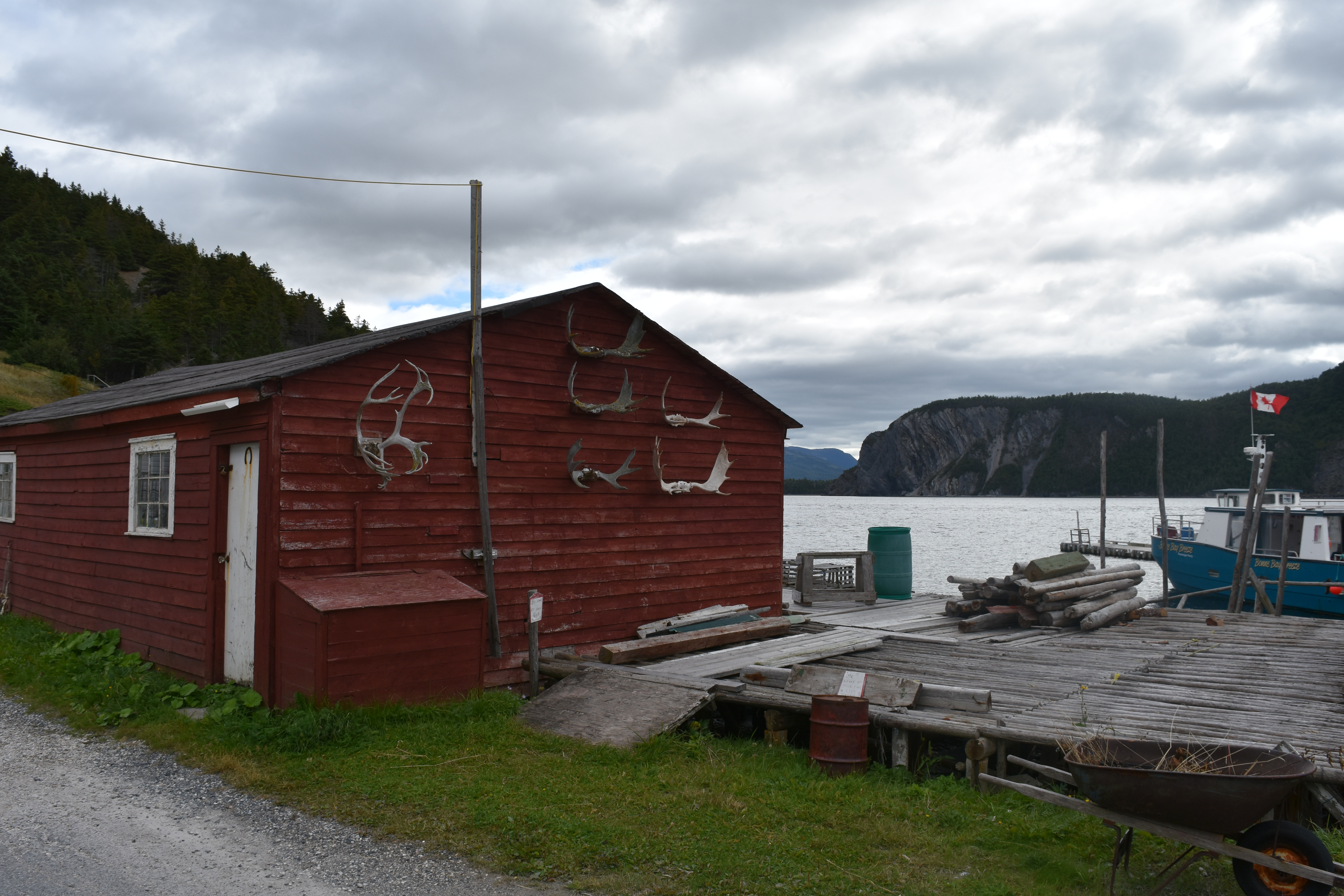
Сарай у залива Бонн
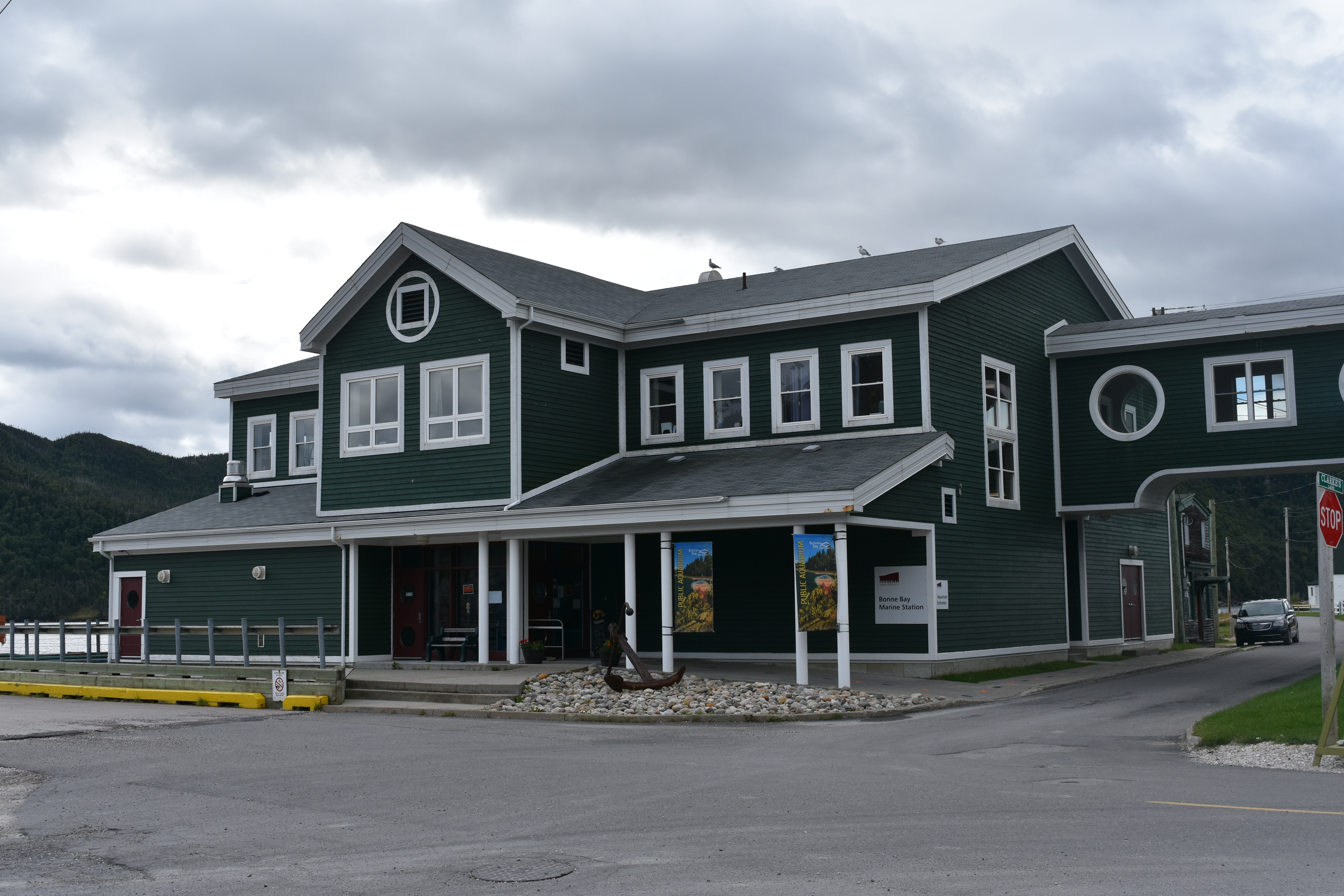
Морская станция залива Бонн
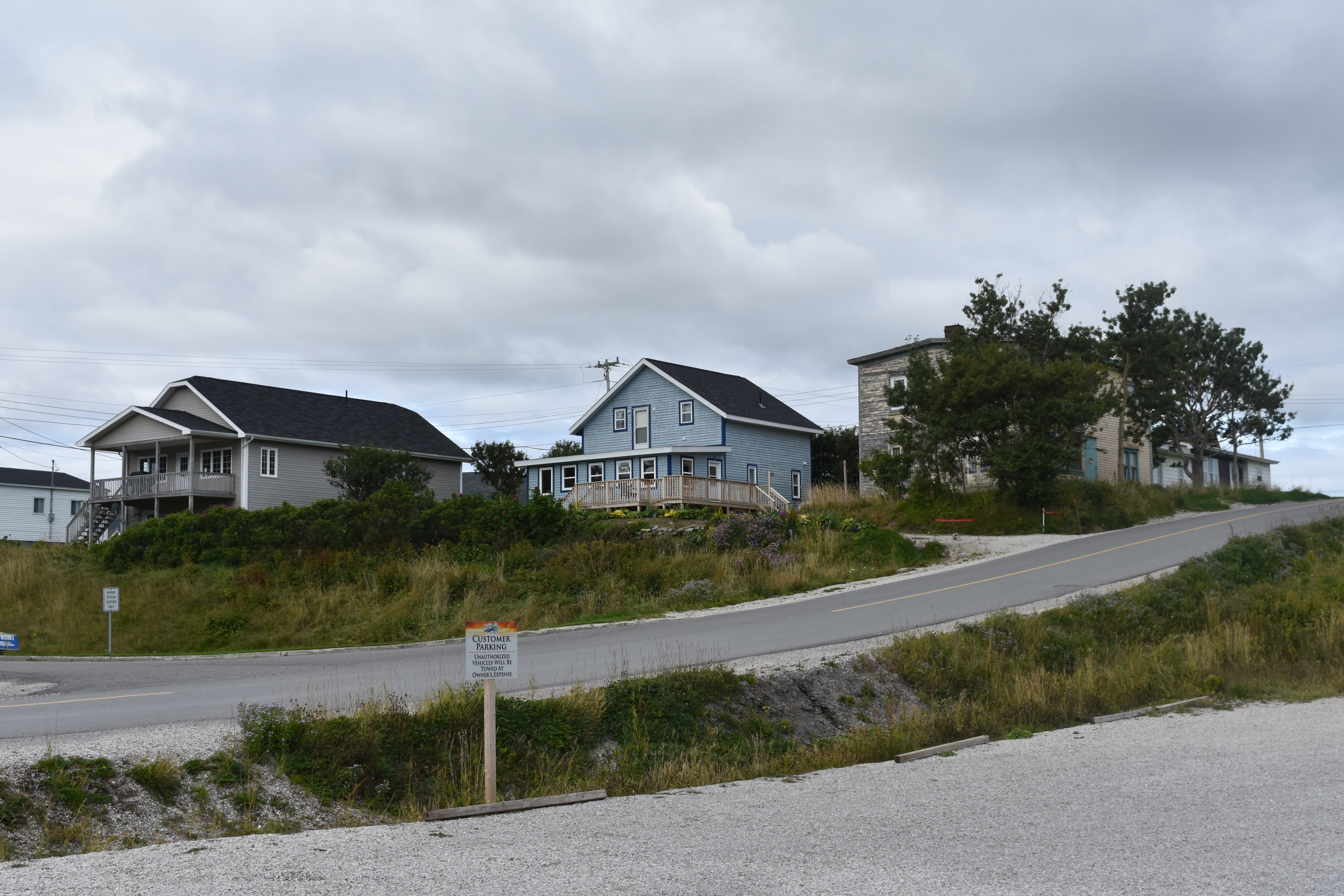
Дома на Main Street
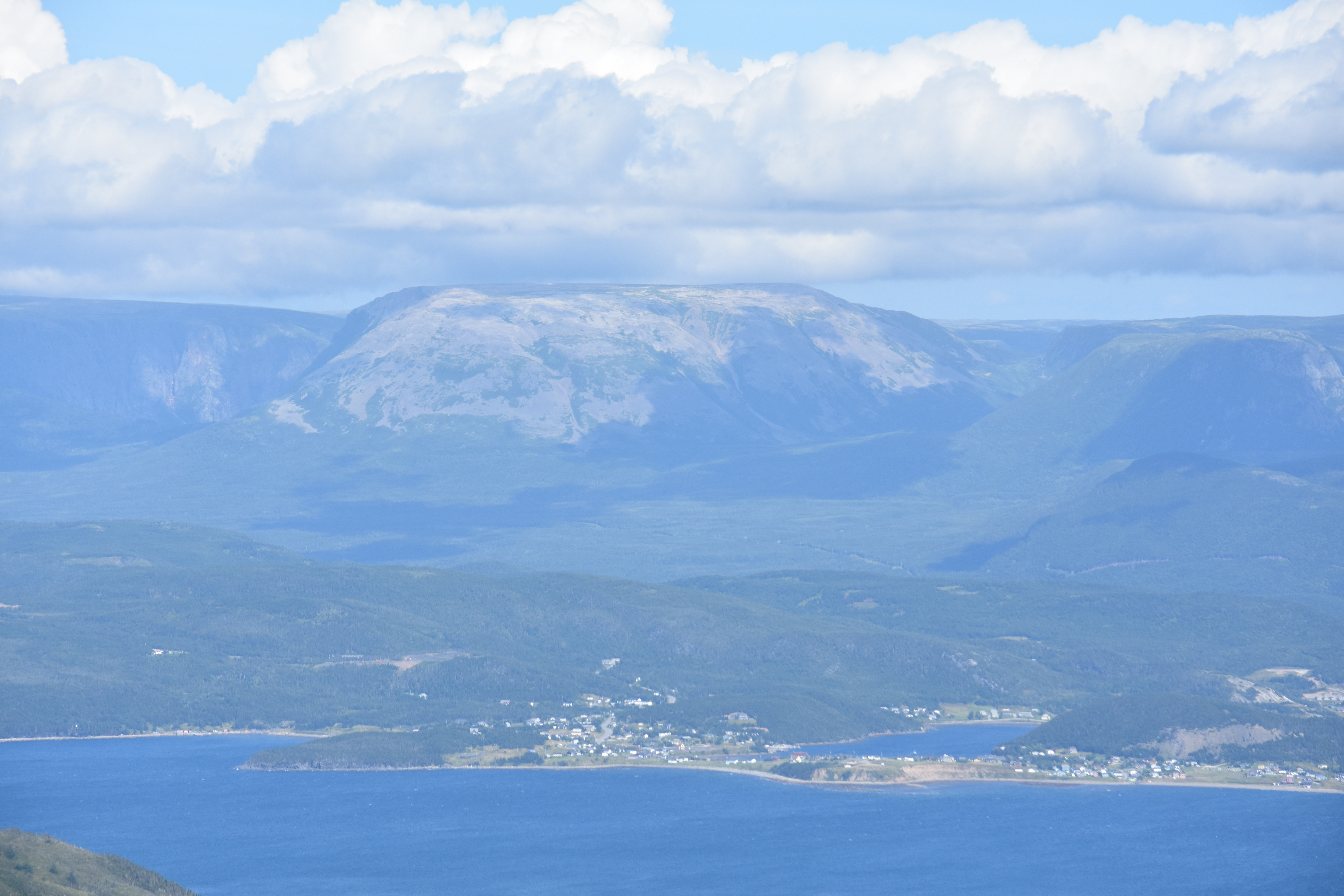
Грос-Морн и Норрис-Пойнт с юга